# Régimen penitenciario
Régimen penitenciario (o de vida) se refiere a las normas que regulan la vida de las cárceles y que buscan conseguir una buena convivencia entre los presos.
Existen tres regímenes penitenciarios en España, que se corresponden con cada uno de los grados de clasificación:

## Régimen cerrado
Se aplica a los penados clasificados en primer grado por su peligrosidad o inadaptación a los otros regímenes, y a los preventivos en quienes concurran idénticas circunstancias. En este caso las medidas de control y seguridad son las más restrictivas.
Existen dos modalidades dentro de este régimen de vida:
- Centros o módulos de régimen cerrado: para penados que muestren una manifiesta inadaptación a los regímenes comunes. Ver más en art. 94 del Reglamento Penitenciario y en la Instrucción 17/2011.
- Departamentos especiales: para internos protagonistas o inductores de alteraciones regimentales muy graves, en las que se evidencie una peligrosidad extrema. Las normas de esta modalidad se recogen en el art. 93 del Reglamento Penitenciario y en la Instrucción 17/2011.

La asignación y reasignación del Primer Grado y por tanto la aplicación del régimen cerrado, así como la asignación de modalidad de vida, se acuerdan por la Junta de Tratamiento y se aprueba por el Centro Directivo.
La permanencia del recluso en régimen cerrado será por el tiempo mínimo necesario, hasta que desaparezcan o disminuyan significativamente las razones o circunstancias que sirvieron de fundamento para su aplicación. Cada tres meses como máximo se revisará tanto la clasificación como la asignación de modalidad de vida del interno o interna.

## Régimen ordinario
Se aplica a los penados clasificados en segundo grado, a los penados sin clasificar y a los detenidos y presos.
En los establecimientos de régimen ordinario los principios de seguridad, orden y disciplina tendrán su razón de ser y su límite en el logro de una convivencia ordenada.
La separación interior en el centro, además de basarse en los criterios de sexo, edad, antecedentes, estado físico o mental, se ajusta a las necesidades del tratamiento, a los programas de intervención y a las condiciones generales del Centro.
El trabajo y la formación tienen la consideración de actividades básicas en la vida del Centro.
El horario y calendario de actividades son fijados por el Consejo de Dirección, respetando diariamente ocho horas de descanso y dos para asuntos propios del interno o interna, así como tiempo suficiente para atender actividades terapéuticas y culturales y a las comunicaciones con familiares o amigos. Dicho horario es de obligado respeto.
Los internos e internas están obligados a realizar las prestaciones personales necesarias para el mantenimiento del buen orden, la limpieza y la higiene en los establecimientos.
En el caso de los reclusos preventivos, los rasgos generales de su régimen de vida son muy similares a lo hasta ahora descrito, sin olvidar en ningún momento el principio de “presunción de inocencia” que ha de presidir su estancia en prisión.

## Régimen abierto
Se aplica a los penados clasificados en tercer grado que puedan continuar su tratamiento en régimen de semilibertad.
Su objeto es potenciar las capacidades de inserción social positiva de los penados en tercer grado, realizando las tareas de apoyo y asesoramiento y la cooperación necesaria para favorecer su incorporación progresiva a la comunidad.
Algunos de los principios que rigen este cometido serán la atenuación de las medidas de control tratamental; la autorresponsabilidad; la normalización social e integración; la prevención de la desestructuración familiar y social, y la coordinación con organismos e instituciones dedicados a estas áreas.
Existen diferentes tipos de infraestructuras específicas para este régimen:
- Los Centros de Inserción Social: Establecimientos penitenciarios, normalmente independientes, con una estructura específica, dedicado a internos o internas clasificados en tercer grado de tratamiento, y a otros cometidos.
- Las Secciones Abiertas: Departamentos que forman parte de un Centro Penitenciario polivalente, del que dependen administrativamente, para internos clasificados en tercer grado de tratamiento.
- Unidades Dependientes: Instalaciones residenciales ubicadas normalmente dentro de la comunidad y gestionadas gracias a la colaboración de entidades públicas o privadas.

La ejecución del programa individualizado de tratamiento determinará el destino concreto del interno o interna, tomando en consideración, especialmente, las posibilidades de vinculación familiar y su posible repercusión sobre el residente.
Salidas al exterior:
Existen dos tipos de salidas de las que pueden disfrutar las personas clasificadas en tercer grado, los permisos de salida ordinarios -hasta 48 días por año- y las salidas de fin de semana.

## Libertad condicional
Libertad condicional es una medida alternativa a una pena privativa de libertad, como la prisión o el arresto domiciliario, que contemplan los ordenamientos jurídicos de varios países, y que es posible imponer en la sentencia cuando se cumplen ciertos requisitos establecidos en la ley, que le permite al condenado por un delito cumplir su sanción penal en libertad, aunque sujeto a ciertas obligaciones o bajo ciertas condiciones, por ejemplo, no cometer nuevos delitos o faltas. En caso de incumplir tales condiciones, la persona a la cual se le ha concedido la libertad condicional debe cumplir su condena en la cárcel.
Del mismo modo, esta figura es contemplada en ciertos sistemas legales como una medida de rehabilitación, que le permite al condenado, tras cumplir una cierta proporción de la pena impuesta y otros requisitos, terminar su condena en libertad, aunque sujeto a ciertas condiciones.